# Mortruz
Der Mortruz (deutsch Toter Bach) ist ein etwa 4,4 km langer Bach am Jurasüdfuss in der Gemeinde Cressier im Kanton Neuenburg und ein ehemaliger Zufluss der Zihl, heute ein linker Zufluss der Vieille Thielle. Er ist ein steiles, mittleres Fliessgewässer des kollinen, karbonatischen Juras.

## Name
Der Gewässername weist darauf hin, dass das Bachbett in seinem mittleren Abschnitt (ausser bei starken Niederschlägen) trocken liegt. Das Wort Ruz bzw. Ru der frankoprovenzalischen Sprache bezeichnet einen Bach.

## Geografie

### Verlauf
Der Oberlauf des Mortruz entspringt an der Gemeindegrenze zwischen Enges und Cressier am Südostabhang der Chaumont-Kette des Juras. Der Bach fliesst zunächst fast einen Kilometer weit gegen Südsüdwesten in einem bewaldeten Tal und versickert nördlich des Weilers Frochaux.
Im oberen Teil des Tales, das von Frochaux bis zum Dorf Cressier in der Ebene am Jurafuss hinunterläuft, ist das Gewässer trockengefallen, weil das Oberflächenwasser im Karstmassiv versickert. Die Mulde markiert den nördlichen Abschluss des Berges Roches de Châtollion, der wegen seiner Felsformationen und der typischen Vegetation im Bundesinventar der Landschaften und Naturdenkmäler von nationaler Bedeutung verzeichnet ist. Die Kalkschichten im Mortruztal sind ein bekannter Fundort paläontologischer Objekte.
Der Bach stellt mit seinem Einzugsgebiet an der Grande Côte des Chaumont und am Berg Eter nach starken Niederschlägen ein erhebliches Gefahrenpotential für einen Teil der Siedlung von Cressier dar.
Die zweite Fliessstrecke des Mortruz beginnt einen Kilometer östlich von Frochaux in einer Quelle. Der Bach fliesst gegen Ostnordosten durch den unteren Teil des bewaldeten Tals und erreicht beim historistischen Schloss Château de Jeanjaquet aus den 1880er Jahren das offene Land am Rebberg von Cressier. Im Gewerbequartier westlich des Dorfes ist er eingedolt und unterquert dabei auch die Hauptstrasse 5 und die Bahnstrecke Lausanne–Biel/Bienne. Östlich des Bahndamms erscheint der Bach wieder an der Oberfläche und fliesst gegen Südosten über das flache Schwemmland, das sich zwischen dem Neuenburgersee und dem Bielersee erstreckt. Der teilweise kanalisierte Bach unterquert die Autobahn A5, die Werkstrasse Route de la Raffinerie und einen Feldweg. Er passiert das Industriegelände der Raffinerie Cressier auf der Nordostseite, wo er in die Vieille-Thielle (deutsch: Alte Zihl) mündet, die als Altarm des ehemaligen Zihllaufs nach der Juragewässerkorrektion erhalten blieb.
Sein etwa 4,4 km langer Lauf endet ungefähr 306 Höhenmeter unterhalb seiner Quelle, er hat somit ein mittleres Sohlgefälle von etwa 7 %.
Der Abfluss aus der Vieille-Thielle in den Zihlkanal liegt südwestlich von Le Landeron. Ausser dem Mortruz mündet bei Cressier auch der Ruhaut in den See, der ein bedeutendes neuenburgisches Naturschutzgebiet ist.

### Einzugsgebiet
Das 6,46 km² grosse Einzugsgebiet des Mortruz liegt am Rande des Juragebirges und wird durch ihn über den Zihlkanal, die Aare und den Rhein zur Nordsee entwässert.
Es grenzt
- im Nordosten an das Einzugsgebiet des Ruhaut, der in den Zihlkanal mündet;
- im Westen an das des Ruau, der in den Neuenburgersee mündet und
- im Nordwesten an das des Seyon, der ebenfalls in den Neuenburgersee mündet.

Es besteht zu 68,3 % aus bestockter Fläche, zu 27,7 % aus Landwirtschaftsfläche und zu 4,0 % aus Siedlungsfläche.
Die Flächenverteilung
Die mittlere Höhe des Einzugsgebietes beträgt 893,2 m ü. M., die minimale Höhe liegt bei 428 m ü. M. und die maximale Höhe bei 1259 m ü. M.